# Hanigovce
Hanigovce es un municipio del distrito de Sabinov en la región de Prešov, Eslovaquia, con una población estimada a final del año 2024 de 126 habitantes.
Se encuentra ubicado en el centro-oeste de la región, en el valle del río Torysa (cuenca hidrográfica del río Tisza).

## Demografía
| Año        | 1994 | 2004     | 2014    | 2024    |
| ---------- | ---- | -------- | ------- | ------- |
| Población  | 173  | 130      | 133     | 126     |
| Diferencia |      | −24,85 % | +2,30 % | −5,26 % |

| Año        | 2023 | 2024    |
| ---------- | ---- | ------- |
| Población  | 127  | 126     |
| Diferencia |      | −0,78 % |